# Vojen Güttler
Vojen Güttler (* 19. srpna 1934 Praha) je český právník, bývalý soudce Ústavního soudu.

## Život
Po maturitě (roku 1952 na Lepařově gymnáziu v Jičíně) nebyl doporučen na Právnickou fakultu Univerzity Karlovy v Praze, odešel na čas pracovat do Jáchymovských dolů a teprve poté vystudoval Právnickou fakultu UK v Praze, kterou dokončil v roce 1958. Rigorózní zkoušku vykonal v roce 1967.
Po skončení studií začal pracovat jako podnikový právník a v roce 1960 byl přijat jako čekatel ke Krajskému soudu v Hradci Králové. V srpnu 1961 složil justiční zkoušku, byl zvolen soudcem z povolání Okresního soudu v Rychnově nad Kněžnou a v roce 1966 byl zvolen soudcem Krajského soudu v Ústí nad Labem. Pracoval vždy na občanskoprávním úseku. V roce 1970 byl nucen odejít z justice, protože byl spoluzakladatelem KAN. Od té doby pracoval jako vedoucí právního oddělení podniku TOS Hostivař v Praze, tehdy se zaměřoval na oblast pracovního práva (také v příslušných komisích na federálních ministerstvech všeobecného strojírenství a práce a sociálních věcí).
V roce 1989 spoluzakládal na svém pracovišti Občanské fórum a v následujícím roce byl předsedou přípravného výboru pracujícího na obnovení KAN, po jeho znovuzaložení se stal místopředsedou. V lednu 1990 nastoupil na Ministerstvo spravedlnosti České republiky do rehabilitačního odboru a od října 1991 pracoval v Kanceláři České národní rady jako poradce předsedkyně Dagmar Burešové.
31. ledna 1992 se stal soudcem Ústavního soudu ČSFR a od 15. července 1993 do 6. srpna 2013 byl soudcem Ústavního soudu České republiky.